# Wendell és Wild
A Wendell és Wild (eredeti cím: Wendell & Wild) 2022-ben megjelent amerikai stop-motion-számítógépes animációs horror-filmvígjáték, amelyet Henry Selick rendezett Selick és Jordan Peele (akik egyben producerek is) forgatókönyvéből, valamint Selick és Clay McLeod Chapman azonos című, kiadatlan könyve alapján. A főbb szerepekben Keegan-Michael Key, Peele, Angela Bassett, Lyric Ross, James Hong és Ving Rhames látható. Ez volt Selick első nagyjátékfilmje a Coraline és a titkos ajtó óta.
2022. október 28-án jelent meg a Netflixen. Általánosságban pozitív véleményeket kapott a kritikusoktól, akik örömmel fogadták Selick visszatérését, valamint dicsérték a stop-motion animációt és a karaktereket, de forgatókönyv kritikát kapott. A filmet Mark Musumeci villamosenergia-szakértőnek szentelték, aki a Karácsonyi lidércnyomás óta Selick szinte minden korábbi stop-motion filmjén dolgozott, és aki a forgatás alatt elhunyt.

## Cselekmény
Az ármánykodó démontestvérek, Wendell és Wild megszöknek az alvilágból. A 13 éves Kat egy balszerencsés varázsige segítségével eljutnak az emberek világába. Ott azonban Wendellt és Wildot nem látják szívesen. A gótikus kultúráért rajongó afroamerikai lány kárpótlást követel erőfeszítéseikért. Ezzel kezdetét veszi egy bizarr kaland, amelyben a két démonnak többek között a hitetlen apácával, Helly nővérrel is meg kell küzdenie. Vigyázniuk kell Katra is, akit harag és bűntudat gyötör, és halálos démonport hordoz.

## Szereplők
| Szerep           | Eredeti hang       | Magyar hang             |
| ---------------- | ------------------ | ----------------------- |
| Wendell          | Keegan-Michael Key | Kálid Artúr             |
| Wild             | Jordan Peele       | Varga Rókus             |
| Kat              | Lyric Ross         | Mayer Szonja            |
| Raúl Cocolotl    | Sam Zelaya         | Dolmány-Bogdányi Korina |
| Level Bests atya | James Hong         | Nagypál Gábor           |
| Buffalo Belzer   | Ving Rhames        | Schneider Zoltán        |
| Wilma            | Gabrielle Dennis   | Peller Anna             |
| Irmgard Klaxon   | Maxine Peake       | Bertalan Ágnes          |
| Lane Klaxon      | David Harewood     | Holl Nándor             |

## Bemutató
A Wendell és Wild világpremierje 2022. szeptember 11-én volt a Torontói Nemzetközi Filmfesztiválon, majd 2022. október 21-én került a mozikba, mielőtt 2022. október 28-án a Netflixen is megjelent volna.
2018. november 6-án a Netflix bejelentette, hogy 2021-től válik elérhetővé a streaming-szolgáltatásokon. 2019. július 18-án Key bejelentette, hogy a film a tervek szerint 2020 végén kerül a mozikba. 2021. január 14-én Ted Sarandos, a Netflix vezérigazgatója elárulta, a megjelenés "2022-re vagy későbbre" tolódik, hogy megfeleljen a Netflix azon kritériumának, miszerint évente hat animációs filmet kell kiadnia. A Simon & Schuster a forgatókönyvet regény formájában adaptálná, hogy kapcsolódjon a film megjelenéséhez.

## Fordítás
- Ez a szócikk részben vagy egészben  a   Wendell & Wild című angol Wikipédia-szócikk fordításán alapul.  Az eredeti cikk szerkesztőit annak laptörténete sorolja fel. Ez a jelzés csupán a megfogalmazás eredetét és a szerzői jogokat jelzi, nem szolgál a cikkben szereplő információk forrásmegjelöléseként.